# Гулдинг, Джордж
Джордж Гулдинг (англ. George Henry Goulding) — канадский легкоатлет, который на олимпийских играх 1912 года выиграл золотую медаль в спортивной ходьбе на 10 километров с олимпийским рекордом — 46.28,4.
На Олимпиаде 1908 года участвовал в спортивной ходьбе на 3500 метров, на которой занял 4-е место, в ходьбе на 10 миль он не смог выйти в финал, а также занял 22-е место в марафоне.
В начале спортивной карьеры специализировался в беге на длинные дистанции, однако не добился успехов.